# 広町
広町（ひろちょう）は、和歌山県有田郡にあった町。現広川町の広・和田地区にあたる。

## 地理
- 河川
  - 広川 - 湯浅町との境界
  - 江上川 - 広・和田地区の境界
- 山
  - 天皇山 - 和田地区と南広村山本地区との境界

## 歴史
- 1889年（明治22年）4月1日 - 町村制施行により、広村・和田村の区域をもって広村が発足。
- 1950年（昭和25年）10月1日 - 広村が町制施行して広町となる。
- 1955年（昭和30年）4月1日 - 南広村・津木村と合併して広川町が発足。同日広町廃止。

## 交通

### 鉄道
- 日本国有鉄道紀勢本線が広地区を縦断するが、駅はない。最寄は北隣の湯浅駅。

### 道路
- 国道
  - 国道42号
- 主要地方道
  - 和歌山県道23号御坊湯浅線
  - 和歌山県道178号湯浅広港線

## 出身者
- 浜口陽三 - 版画家